# 進智公交

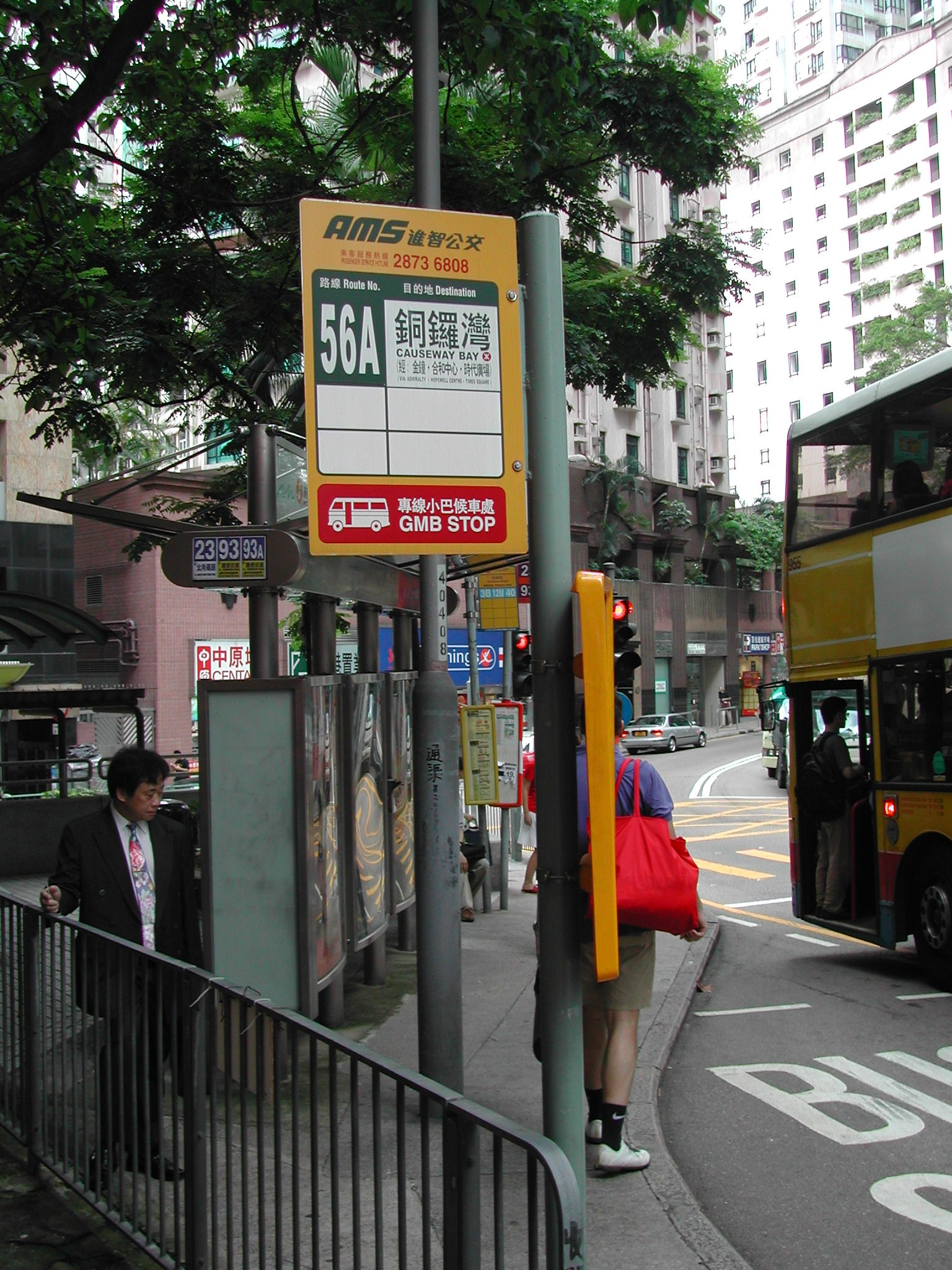
位於半山羅便臣道的進智公交小巴站牌

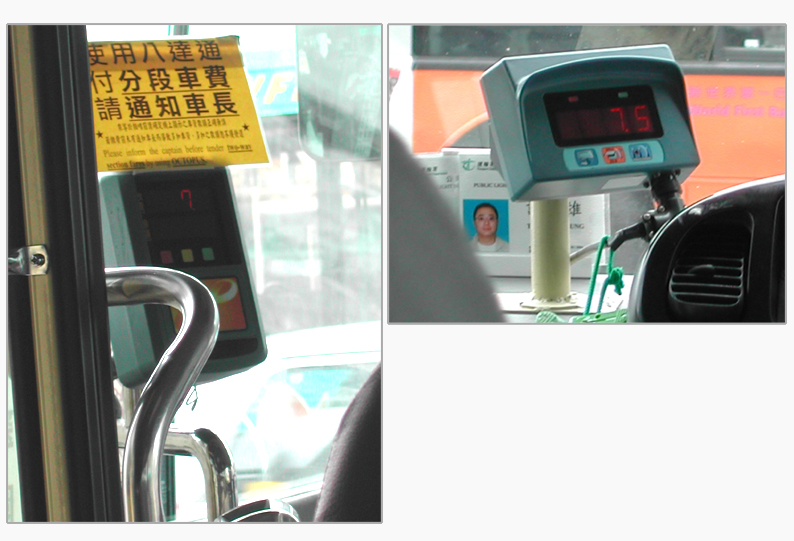
1999年，進智公交引入八達通收費系統。左圖提醒乘客使用八達通分段收費前應通知司機。

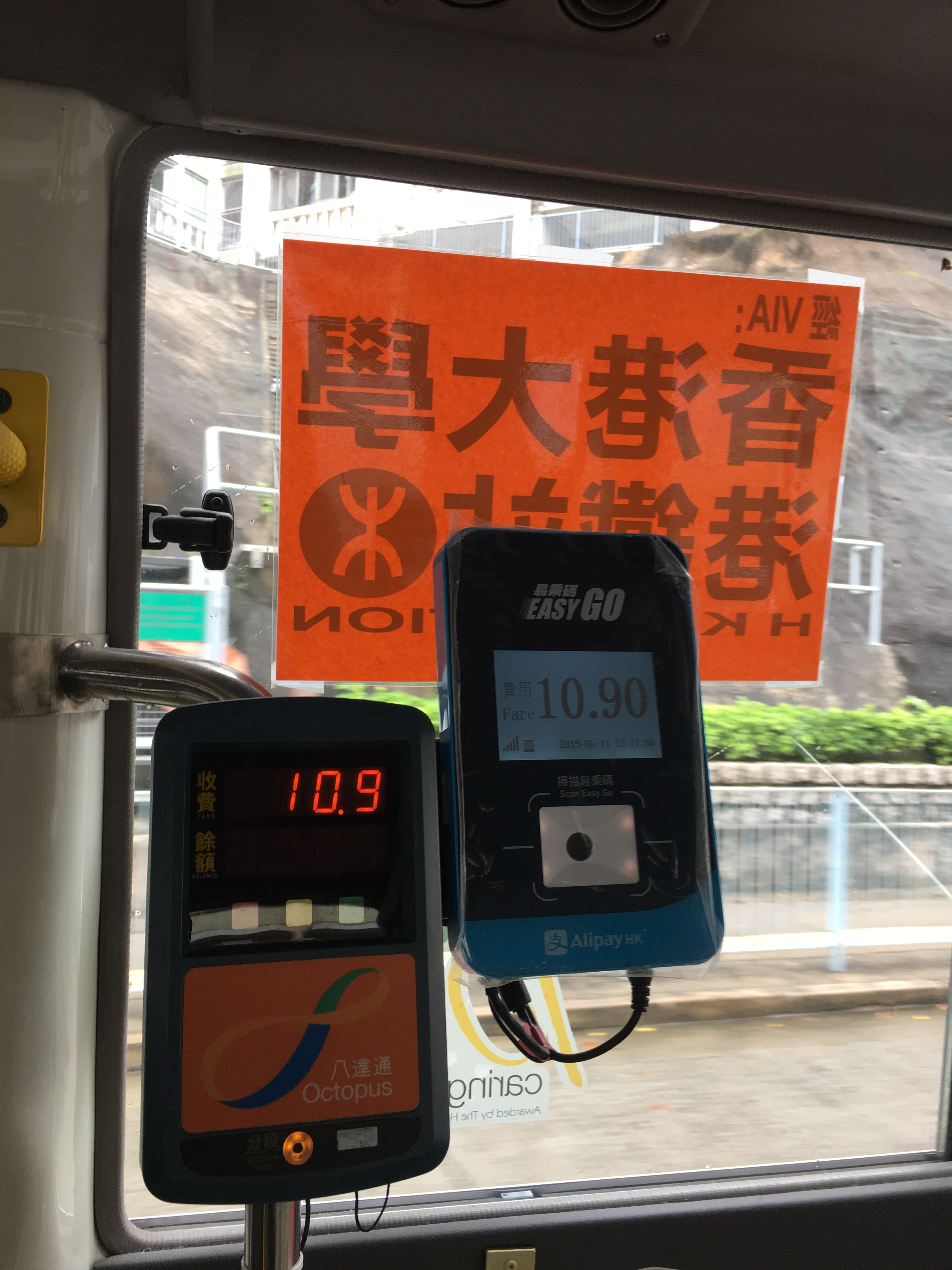
2019年，進智公交陸續引入Alipay HK「易乘碼」收費系統。

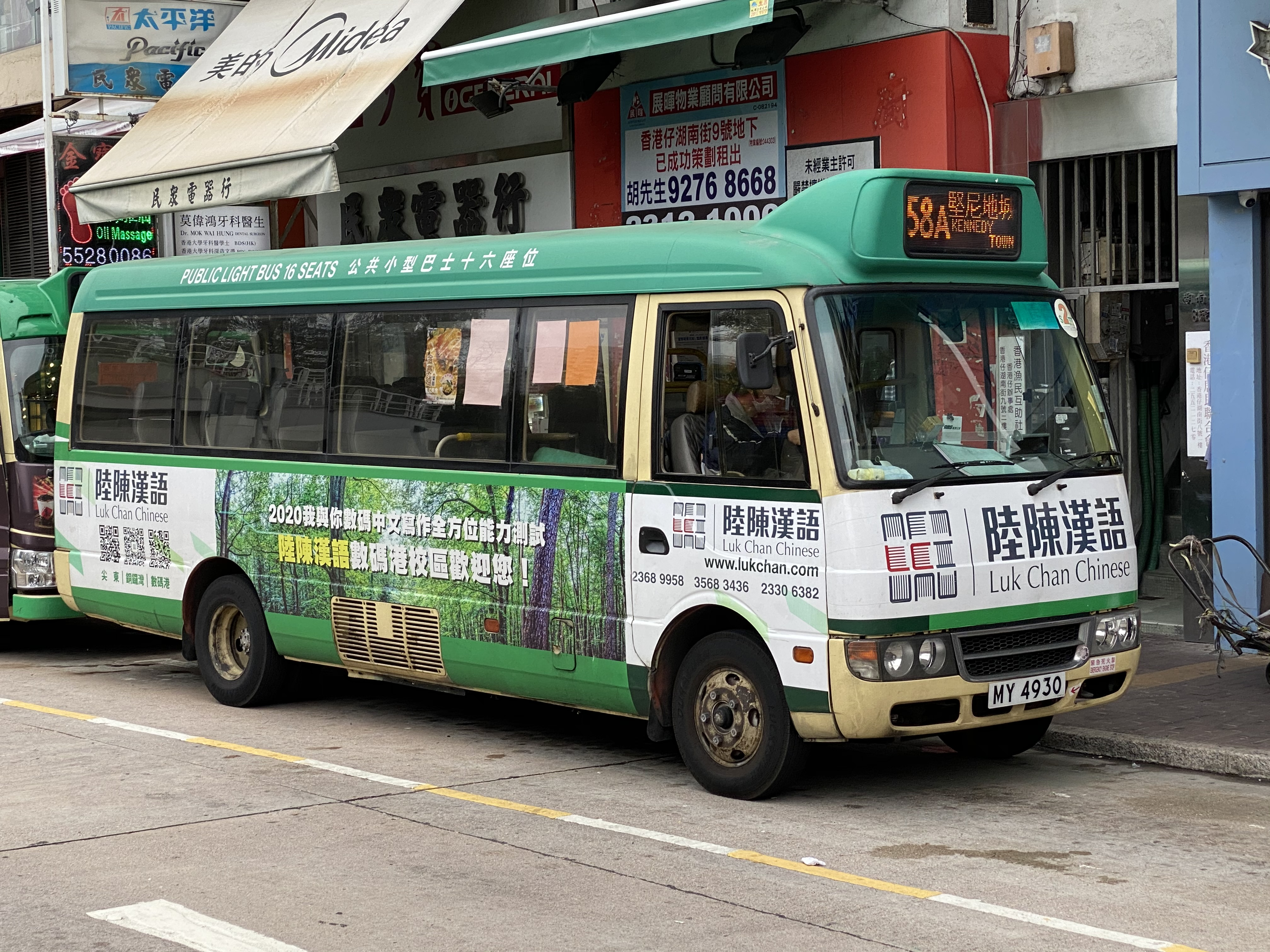
進智公交的一部現役的R3LL三菱扶桑Rosa小巴

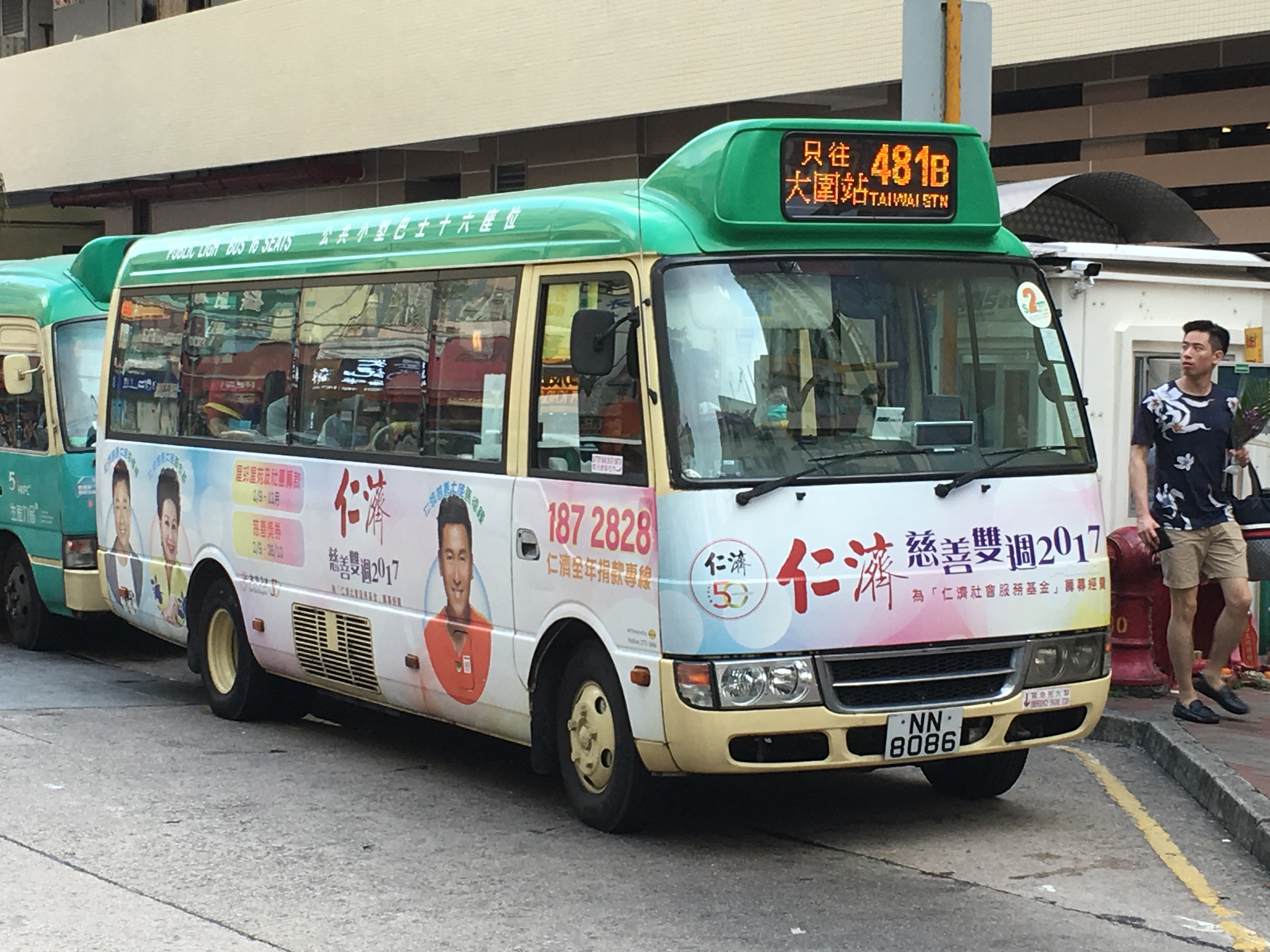
進智公交曾使用多輛R4LL三菱扶桑Rosa小巴。

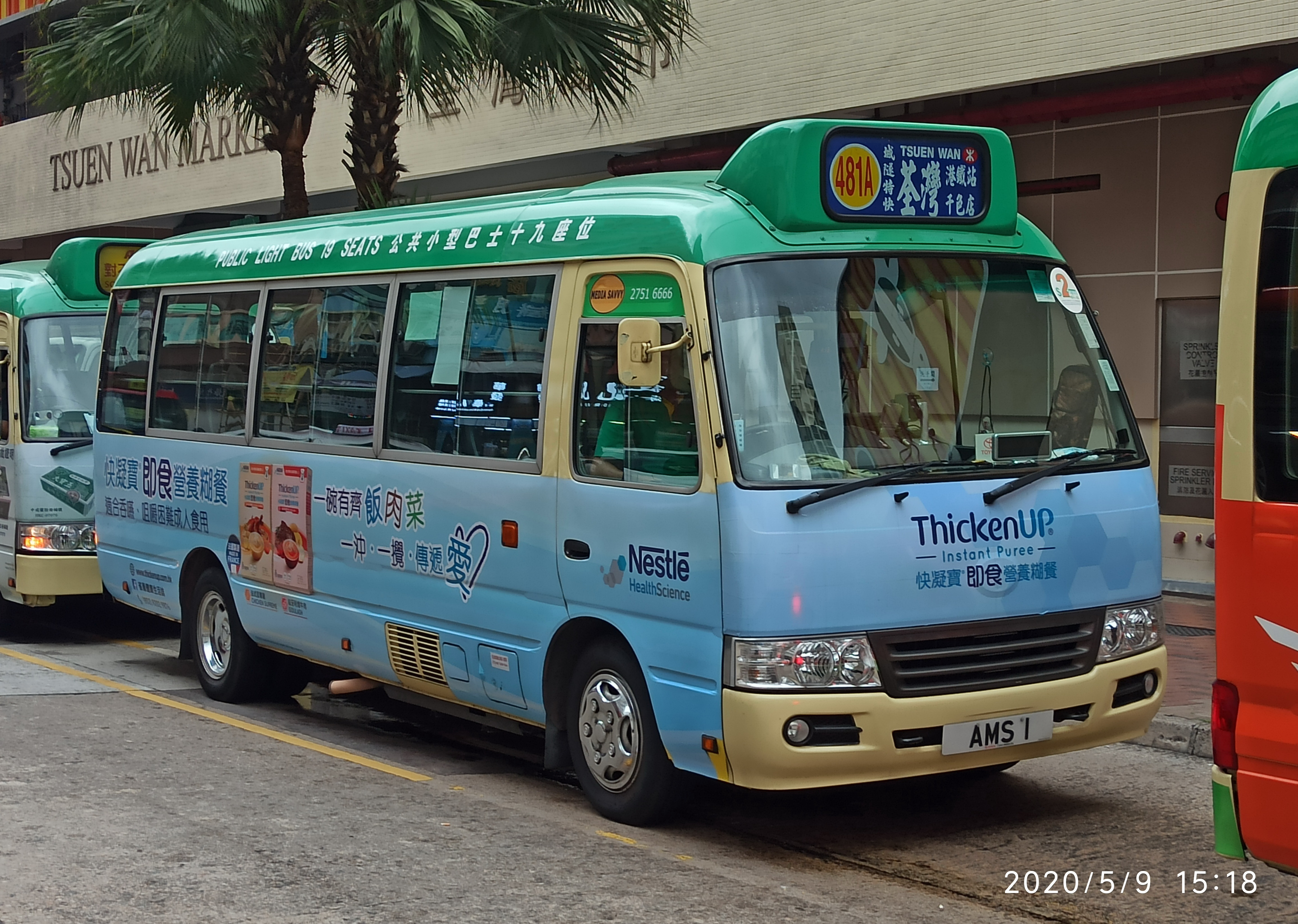
一輛用車使用AMS1的車牌

進智公共交通控股有限公司（英語：AMS Public Transport，港交所：0077），前稱香港仔專線小巴有限公司（英語：Aberdeen Maxicab Service Company Limited）是香港第二大的專線小巴服務商，也是香港第一間上市小巴營辦商，董事局主席為黃文傑，行政總裁為陳文俊。
進智公交的董事局有不少成員為前政府高官（鄺其志、陳阮德徽）或政界名人（李鵬飛） 。
因為進智公交的股票編號為77，所以旗下不少小巴是採用號碼為「77」的車牌，如EZ77、HN77、LU77、LX77、LZ77、MG77、MJ77、ML77等；此外，進智公交會把自訂車牌套用於車隊之中，如AMS1、AMSPT77、AMS77。

## 歷史
- 香港仔專線小巴公司創辦人黃文傑於1970年起經營往來香港仔與中上環的香港島公共小巴業務。第一條路線為香港仔舊大街至中環的公共小巴路線，現在路線仍存在（現為香港仔東勝道至中環交易廣場），由南區分會經營。
- 1974年，香港政府規範公共小巴服務，設立專線小巴路線，當時黃文傑發現香港仔至中環的公共小巴收費偏高，遂向運輸署申請旗下數部紅色小巴轉為綠色，行走香港仔至中環（4號線，後改為往銅鑼灣），香港仔至銅鑼灣（5號線，經壽山村），以及壽山村至中環（6號線）三條專線，並以$1超低收費作招徠，生意因此愈做愈大，之後便成立香港仔專線小巴公司（即進智公交前身）。
- 1982年3月15日，香港仔隧道正式通車，該公司將原有行經南風道及黃泥涌峽道的4號線改行香港仔隧道，為首條途經行車隧道的特快小巴專線。同年更將服務時間提升至24小時服務，是香港首條24小時服務的專線小巴；同日起亦開設香港仔至灣仔的35線（現改為35M線）。
- 1983年，全線車隊均已設有空氣調節（冷氣）。
- 1988年，全線車隊增設至16個座位。
- 1990年，該公司開辦城門隧道481號及482號專線，是該公司首批港島區以外專線小巴路線。
- 1991年，該公司開辦42線（現已取消），為該公司首條於南區以外服務之港島路線；
- 1992年，該公司開辦40線（已分拆為40、40X線），是首條途經淺水灣以及該公司首條來往赤柱的專線。
- 1992年10月，該公司開辦45和46線（兩線均已取消），當中46線為該公司首條過海路線。同年11月，該公司開辦城門隧道403號專線。
- 1994年至1995年，該公司開辦2條九龍專線小巴路線43及43A線（兩線均已取消）。
- 1995年至1996年，該公司開辦4條港島專線，詳情如下：
  - 56：北角（馬寶道）－羅便臣道（現增設輔助線56A，往來銅鑼灣－羅便臣道）
  - 57M：筲箕灣－阿公岩（於1998年被居民巴士HR63取代，現已取消）
  - 58：香港仔（湖南街）－堅尼地城（北街）（現已改經數碼港，另增設經碧瑤灣輔助線58A）
  - 59：香港仔（湖南街）（平日）／深灣碼頭（假日）－大口環（現已全日改為深灣（雅濤閣）－堅尼地城（北街），另增設輔助線59A，往來深灣（雅濤閣）－香港仔）
- 1999年11月，該公司率先在小巴引進八達通收費系統。
- 2000年7月，該公司收購環宇車行有限公司52線的經營權。當時52用車亦調至58、59及59A線一星期至一個月不等。同年11月，該公司收購超柏萊有限公司51及51S線的經營權。
- 2000年，該公司參與香港政府的「另類燃料小巴試驗計劃」，試驗以豐田和環力迅電動小巴行駛，計劃以失敗告終。該公司試用豐田樣版石油氣小巴JN6854、環力迅的BG9133及JR951等。
- 2001年，該公司與路訊通合作裝設電視及光碟機，提供多媒體資訊節目。
- 2001年9月，該公司收購大埔專線小巴有限公司當時旗下8條專線。
- 2002年，該公司獲得首條數碼港專線小巴69號線的經營權，於2003年1月29日投入服務，並首次引入特級豪華空調專線小巴行走該專線。
- 2004年，以進智公交名稱在香港交易所掛牌上市，股票代號0077。
- 2006年，該公司收購從事中港跨境客運業務的中港通集團有限公司八成的股權。
- 2007年1月，該公司首批共40部歐盟IV期引擎的三菱Fuso Rosa陸續投入服務，用作更新車隊之用，首3部已於同月初加入69、69A、69X線，另外，同年年底再加訂32部同款型號，取代剩餘的歐盟前期引擎的舊車；而該公司更是全港首間採用歐盟IV期引擎的小巴的公司。
- 2007年，進智公交擬收購經營華景山莊兩條專線小巴97、97A的營辦商大叁有限公司，但被董事會以有關路線盈利能力成疑為由，於同年10月31日拒絕收購建議，但批准主席黃文傑家族以其他實體投資、參與及從事該「受限制活動」。[3]
- 2007年，旗下匯運輸有限公司向法院呈請就立法會決定維持4350個小巴牌的司法覆核案敗訴。
- 2008年，該公司全面淘汰歐盟前期引擎的車隊（即1995年第一季前首次登記的車隊），以提升環保形象及降低車隊內平均車齡，由平均6.5年下降至5.8年。
- 2009年11月，該公司綠色專線小巴數量突破300部。
- 2011年2月18日 ，該公司宣佈以三仟二佰萬元全面收購原有10、10X、11及31四條路線的營辦商（香港專線小巴有限公司，原屬馬亞木集團成員），在收購交易完成後，香港專線小巴有限公司歸屬進智公交旗下，該四路線亦改由進智公交營辦。[4]
- 2011年3月，該公司旗下的黃竹坑維修中心取得ISO 9001:2008國際認證。
- 2011年4月27日，該公司出售從事中港跨境客運業務的中港通集團有限公司全部股權予冠忠巴士集團屬下環島旅運，作價達3億元。
- 2011年9月7日，該公司旗下的Gurnard Holdings Limited以2.15億作價，收購中環專線小巴有限公司全部股權。收購完成後，中環專線小巴有限公司旗下的54、54S及55均改由進智公交營辦。[5]
- 2012年，由於新界專線小巴97綫（華景山莊－荃灣西站）因長期虧蝕，由3月起取消。旗下的大叁公司同時結業。
- 2012年6月2日 ，由於居民巴士HR63線（筲箕灣－阿公岩）因長期虧蝕，由當日起取消。
- 2013年2月23日 ，該公司旗下的「香港專線小巴有限公司」因長期虧蝕，故此由當日起作出以下重組：
  - 增設早上繁忙時間服務的10P線
  - 取消10X線，由居民巴士HR88線取代

隨後申請調整10、10P及31線收費，新收費於同年4月21日生效。
- 2013年10月12日 ，該公司旗下的「香港專線小巴有限公司」作出另一階段重組：
  - 修改10系列及31線的走線
  - 取消11線（與10、31線合併）
  - 31線不再提供24小時服務，通宵時段由N31線取代
  - 增設繁忙時間服務的31X線
- 2013年11月，全港首部油電混能小巴(SH8307)於本公司服役，主要行走69、69A及69X線，但該車已於2016年10月退役，由新購置的豐田Coaster石油氣小巴取代
- 2014年8月：開設居民巴士NR532（大埔墟站－洞梓），以舒緩小巴20B線的負荷；另外，逢星期六、日及公共假期可供私人租用29座位居民巴士
- 2014年9月：因應政府的「強制歐盟四期以前柴油商業車輛」計劃，所有本公司分別於1995年5月-1998年9月(歐盟I期)、1998年10月至2002年6月(歐盟II期)及2003年1月至2006月9月(歐盟III期)的柴油小巴分別於2014年9月-2015年12月、2016年1月-2017年12月及2018年1月-2019年12月退役，大部分由新購置的豐田Coaster石油氣小巴取代
- 2014年12月28日：為配合港鐵西港島綫局部通車，該公司由當日起作出以下重組：
  - 增設54M（堅尼地城站－瑪麗醫院）及58M線（堅尼地城站－貝沙灣）
  - 58/58A、59線改以堅尼地城站為總站（於同年12月25日生效）
  - 上述路線（59線除外）增設與港鐵於堅尼地城站的HK$0.5轉乘優惠，為期半年
  - 8號線增設由碧瑤灣（下）往香港大學站的分段收費
- 2015年3月29日：為配合政府的長者及合資格殘疾人士公共交通票價優惠計劃分階段擴展至綠色小巴，65歲或以上長者使用長者或個人八達通、以及合資格殘疾人士使用「殘疾人士身分」個人八達通乘搭本公司旗下所有路線（居民巴士HR42、HR88及NR532除外），可享有每程HK$2的優惠票價。
- 2015年7月，本公司第二部油電混能小巴（TM7916）服役，主要行走39C、39M及39S線
- 2016年3月20日，該公司開辦20M線（鳳園（嵐山）—大埔中心），是全港首條不能接駁港鐵的M字尾專線。
- 2016年12月28日：為配合港鐵南港島綫通車，該公司由當日起作出以下重組：
  - 增設4M（黃竹坑站－石排灣）、5M（黃竹坑站－葛量洪醫院）及40M線（海洋公園站－赤柱監獄）（現已取消）
  - 59A線增設每30分鐘特別班次，繞經黃竹坑站
  - 69A線改以黃竹坑站為總站
  - 上述路線及52線增設與港鐵於海洋公園站或黃竹坑站的HK$0.3-$1轉乘優惠，為期一年
  - 8號線改為星期一至五早上繁忙時間服務，8X線則提升至全日服務，並增設與10/31線的轉乘優惠（於同年12月25日生效）
- 2017年7月1日：該公司之所有港島專線新增與九龍巴士獨營過海路線的HK$1轉乘優惠（只適用於成人八達通及「學生身分」個人八達通），為期半年，其後延長至2021年6月30日。[6]
- 2017年8月9日，全港首部19座位小巴（UY3968）於本公司服役，主要行走20C線；而在翌日，再有多2部19座位小巴（UY5392、UY6425）於本公司服役，主要行走4M線；該公司會逐步為原有長陣小巴改裝為19座位（原有歐盟III期的柴油小巴則於2019年底前更換為全新19座位小巴）、為原有短陣小巴逐步更換為全新19座位小巴，預計約2022-23年完成
- 2017年10月，首批共4部在2016-17年開始服役的豐田Coaster長陣16座位小巴（HV660、JZ237、UB4953、UP1890）完成改裝為19座位，此公司創辦人黃文傑亦於同月退任該公司主席一職。
- 2018年1月26日，全港首部英國Optare Solo低地台小巴（VF7558）於本公司服役，主要行走54M線
- 2018年6月3日：該公司之旗下所有路線（居民巴士HR42、HR88及NR532除外）新增與港鐵的HK$0.3轉乘優惠，為期五年，而原有的4M、5M、52、59A及69A的轉乘優惠安排則維持不變
- 2018年8月：該公司之旗下的45A及45S全線車隊派出19座位小巴行走，是該公司首支全線19座位小巴車隊的路線組別
- 2019年1月起：該公司率先在小巴陸續引進Alipay HK「易乘碼」收費系統。
- 2020年2月：該公司之旗下部份路線受2019冠狀病毒病（COVID-19）影響引致客量下跌，臨時削減服務時間及／或班次至另行通知
- 2022年2月27日：為配合政府的長者及合資格殘疾人士公共交通票價優惠計劃擴展至60-64歲香港居民，60-64歲或以上香港居民使用「樂悠咭」乘搭本公司旗下所有路線（居民巴士HR42、HR88及NR532除外），可享有每程HK$2的優惠票價。
- 2022年9月25日：為配合政府的長者及合資格殘疾人士公共交通票價優惠計劃分階段擴展至指定居民巴士服務，60-64歲或以上香港居民使用「樂悠咭」、65歲或以上長者使用長者或個人八達通、以及合資格殘疾人士使用「殘疾人士身分」個人八達通乘搭本公司旗下居民巴士HR42及HR88線，可享有每程HK$2的優惠票價。

## 現況
截至2020年3月，進智公交除了經營44條香港島的專線小巴路線外，亦經營7條城門隧道專線小巴路線、14條大埔專線小巴路線以及3條屋村穿梭巴士。小巴357輛，另有紅色公共小巴約10輛、居民巴士5輛（逢星期六、日及公共假期可供私人租用），以及位於黃竹坑及火炭兩個維修中心。

## 路線列表

### 已停辦路線

#### 香港島
- 6：海洋公園⇄中環碼頭（經壽臣山、黃泥涌峽）
- 7：聶歌信山道⇄中環碼頭
- 10X：美景臺↺中環（遮打道）
- 11：田灣⇄銅鑼灣（謝斐道）（經沙灣、碧瑤灣）
- 40M：赤柱監獄⇄海洋公園站
- 41M：灣仔站↺灣仔（北）
- 42：海港政府大樓↔列堤頓道
- 45：中環（大會堂）↺西營盤（經羅便臣道）
- 46：灣仔（史釗域道）⇄尖沙咀（海防道）（通宵線）
- 57M、HR63：阿公岩⇄筲箕灣地鐵站[8]
- 59S：石排灣邨↺黃竹坑邨[9]

#### 九龍
- 43：油麻地（文匯街）↺梳士巴利道（新世界中心）
- 43A：渡船角（文成街）↺油麻地貨物起卸區

#### 新界
- 806M：黃大仙地鐵站（沙田坳道）↺火炭（經大老山隧道、沙田第一城、另設有輔助居民巴士路線NR830，也已經停辦）

## 營辦商、客運營業證及Alipay HK「易乘碼」收費系統實施日期
| 路線                                                            | 分區               | 客運營業證編號 | 營辦商                 | Alipay HK「易乘碼」收費系統實施日期                           |
| --------------------------------------------------------------- | ------------------ | -------------- | ---------------------- | ------------------------------------------------------------- |
| 4A、4B、4C、4M、4S、5、5M、8、8X、35M、前6及7                   | 港島區             | 4063C          | 香港仔專線小巴有限公司 | 8、8X：2019年1月29日 4A、4B、4C、4M、4S、5、5M：2019年4月14日 |
| 10、10P、11、31、前10X                                          | 港島區             | 3174C          | 香港專線小巴有限公司   | 2019年6月2日                                                  |
| 20A、20B、20C、20E、20K、20R、20S、20X、21A、21K、22K、23K、23S | 新界區             | 8274C          | 大埔專線小巴有限公司   | 2020年7月19日                                                 |
| 39C、39M、39S、40、40X、前40M                                   | 港島區             | 9049C          | 香港仔專線小巴有限公司 | 40、40X：2019年6月2日 39C、39M、39S：2020年1月5日             |
| 45A、前45及46                                                   | 港島區             | 9253C          | 香港仔專線小巴有限公司 | 2020年1月5日                                                  |
| 51、51A、51S                                                    | 港島區             | 5410C          | 超柏萊有限公司         | 2019年12月8日                                                 |
| 52                                                              | 港島區             | 10830C         | 傑誠集團有限公司       | 2019年12月22日                                                |
| 54、54S、55                                                     | 港島區             | 8516C          | 中環專線小巴有限公司   | 未實施                                                        |
| 56、56A、前57M                                                  | 港島區             | 9149C          | 傑記運輸有限公司       | 2019年12月8日                                                 |
| 58、58A、58M、59、59A、59B                                      | 港島區             | 7950C          | 新興運輸有限公司       | 2019年12月15日                                                |
| 63、63A                                                         | 港島區             | 9016C          | 香港仔專線小巴有限公司 | 2019年12月22日                                                |
| 66、66A、68                                                     | 港島區             | 10518C         | 捷領運輸有限公司       | 2020年1月5日                                                  |
| 69、69A、69X                                                    | 港島區             | 11400C         | 香港仔專線小巴有限公司 | 2019年5月5日                                                  |
| 403、403A、403X、前806M                                         | 新界區             | 4021C          | 傑記運輸有限公司       | 2019年5月19日                                                 |
| 481、481A、481B、482                                            | 新界區             | 9099C          | 香港仔專線小巴有限公司 | 2019年12月8日                                                 |
| HR42                                                            | 港島區（居民巴士） | 2673A          | 香港仔專線小巴有限公司 | 不適用                                                        |
| HR88                                                            | 港島區（居民巴士） | 18348A         | 香港專線小巴有限公司   | 不適用                                                        |
| 前HR63                                                          | 港島區（居民巴士） | 4063A          | 香港仔專線小巴有限公司 | 不適用                                                        |
| 前NR830                                                         | 新界區（居民巴士） | 4021A          | 傑記運輸有限公司       | 不適用                                                        |

營辦商資料來源：運輸署網站

## 特別車牌列表
| 客運營業證編號   | 路線                                                                   | 車牌     | 前車牌 | 車型            | 備註 |
| ---------------- | ---------------------------------------------------------------------- | -------- | ------ | --------------- | --- |
| 4021C            | 403、403A、403P                                                        | LW77     | 新車   | 豐田Coaster     | 19座小巴, 於2018年12月換車時將舊車車牌轉移 |
| 4063C            | 4A、4B、4C、4M、4S、5、5M、35M                                         | DL77     | 新車   | 豐田Coaster     | 19座小巴, 於2019年8月換車時將舊車車牌轉移 |
| 4063C            | 4A、4B、4C、4M、4S、5、5M、35M                                         | LU77     | 新車   | 豐田Coaster LPG | 19座小巴, 於2019年6月換車時將舊車車牌轉移 |
| 4063C            | 4A、4B、4C、4M、4S、5、5M、35M                                         | LX77     | 新車   | 豐田Coaster     | 19座小巴, 於2019年7月換車時將舊車車牌轉移 |
| 4063C            | 4A、4B、4C、4M、4S、5、5M、35M                                         | MB77     | 新車   | 豐田Coaster     | 19座小巴, 於2019年10月換車時將舊車車牌轉移 |
| 7950C            | 58、58A、58M、59、59A、59B                                             | MG77     | 新車   | 豐田Coaster LPG | 19座小巴, 於2018年10月換車時將舊車車牌轉移 |
| 7950C            | 58、58A、58M、59、59A、59B                                             | ML77     | 新車   | 豐田Coaster LPG | 19座小巴, 於2018年11月換車時將舊車車牌轉移 |
| 7950C            | 58、58A、58M、59、59A、59B                                             | AMSPT77  | 新車   | 豐田Coaster LPG | 19座小巴, 於2019年1月換車時將舊車車牌轉移，該車牌不可分兩行                                                                                       |
| 9016C            | 63、63A                                                                | HE77     | 新車   | 豐田Coaster     | 19座小巴, 於2019年1月換車時將舊車車牌轉移 |
| 9099C            | 481、481A、481B、482                                                   | ED77     | 新車   | 豐田Coaster LPG | 19座小巴, 於2017年9月換車時將舊車車牌轉移 |
| 9099C            | 481、481A、481B、482                                                   | HN77     | 新車   | 豐田Coaster LPG | 19座小巴, 於2019年7月換車時將舊車車牌轉移 |
| 9099C            | 481、481A、481B、482                                                   | AMS 1    | 新車   | 豐田Coaster LPG | 19座小巴, 於2016年5月換車時將舊車車牌轉移 |
| 8274C            | 20A、20B、20C、20E、20K、20M、20P、20S、20T、20X                       | JL77     | 新車   | 豐田Coaster LPG | 19座小巴, 在2016年8月換車時將舊車車牌轉移 |
| 8274C            | 20A、20B、20C、20E、20K、20M、20P、20S、20T、20X                       | LS77     | 新車   | 豐田Coaster LPG | 19座小巴, 於2019年10月換車時將舊車車牌轉移 |
| 8274C            | 20A、20B、20C、20E、20K、20M、20P、20S、20T、20X                       | AMS 77   | 新車   | 豐田Coaster LPG | 19座小巴, 於2021年11月換車時將舊車車牌轉移 |
| 10830C           | 52                                                                     | LZ77     | 新車   | 豐田Coaster LPG | 19座小巴, 於2019年11月換車時將舊車車牌轉移 |
| 已更改車牌／退役 | 退役前行走4A、4B、4C、4S、5號線 (4063C)                                | ED77     | GF8640 | 豐田Coaster     | 2008年9月退役，而該車牌已被套在其中一部三菱Rosa小巴新車上                                                                                         |
| 已更改車牌／退役 | 退役前行走4A、4B、4C、4S、5號線 (4063C)                                | DL77     | 新車   | 豐田Coaster     | 2019年8月退役，而該車牌已被套在其中一部豐田Coaster柴油小巴新車上                                                                                  |
| 已更改車牌／退役 | 退役前行走4A、4B、4C、4S、5號線 (4063C)                                | HE77     | 新車   | 豐田Coaster     | 2019年1月退役，而該車牌已被套在其中一部豐田Coaster柴油小巴新車上                                                                                  |
| 已更改車牌／退役 | 退役前行走4A、4B、4C、4S、5號線 (4063C)                                | MB77     | LG6243 | 豐田Coaster     | 2019年10月退役，而該車牌已被套在其中一部豐田Coaster石油氣小巴新車上                                                                               |
| 已更改車牌／退役 | 退役前行走4A、4B、4C、4S、5號線 (4063C)                                | LS77     | LG4814 | 豐田Coaster     | 2019年10月退役，而該車牌已被套在其中一部豐田Coaster石油氣小巴新車上                                                                               |
| 已更改車牌／退役 | 退役前行走4A、4B、4C、4S、5號線 (4063C)                                | LU77     | LE6082 | 豐田Coaster     | 2019年6月退役，而該車牌已被套在其中一部豐田Coaster石油氣小巴新車上                                                                                |
| 已更改車牌／退役 | 退役前行走4A、4B、4C、4S、5號線 (4063C)                                | LW77     | LT7406 | 豐田Coaster     | 2018年12月退役，而該車牌已被套在其中一部豐田Coaster柴油小巴新車上                                                                                 |
| 已更改車牌／退役 | 退役前行走4A、4B、4C、4S、5號線 (4063C)                                | LX77     | 新車   | 豐田Coaster     | 2019年7月退役，而該車牌已被套在其中一部豐田Coaster柴油小巴新車上                                                                                  |
| 已更改車牌／退役 | 退役前行走4A、4B、4C、4S、5號線 (4063C)                                | ME77     | FR4279 | 豐田Coaster     | 2007年7月退役，而該車牌已被套在其中一部三菱Rosa小巴新車上                                                                                         |
| 已更改車牌／退役 | 退役前行走4A、4B、4C、4S、5號線 (4063C)                                | MF77     | FN6419 | 豐田Coaster     | 2007年1月退役，而該車牌已被套在其中一部三菱Rosa小巴新車上                                                                                         |
| 已更改車牌／退役 | 退役前行走4A、4B、4C、4S、5號線 (4063C)                                | MH77     | FP7431 | 豐田Coaster     | 2007年6月退役，而該車牌已被套在其中一部三菱Rosa小巴新車上                                                                                         |
| 已更改車牌／退役 | 退役前行走4A、4B、4C、4S、5號線 (4063C)                                | JL77     | HV2794 | 豐田Coaster     | 2016年8月退役，而該車牌已被套在其中一部豐田Coaster石油氣小巴新車上                                                                                |
| 已更改車牌／退役 | 更改車牌前行走4A、4B、4C、4S、5號線 (4063C)                            | EZ77     | LH2421 | 豐田Coaster     | 在2015年7月更改車牌為TN1898 |
| 已更改車牌／退役 | 更改車牌前行走4A、4B、4C、4S、5號線 (4063C)                            | MJ77     | LU5368 | 豐田Coaster     | 在2015年7月更改車牌為TN1370，並於2017年8月改為行走63、63A線 2019年7月退役                                                                         |
| 已更改車牌／退役 | 更改車牌前行走4A、4B、4C、4S、5號線 (4063C)                            | MF77     | ME77   | 三菱Rosa        | 在2007年7月換車時將舊車(ME77)車牌轉移，並於2010年5月改為已退役的MF77車牌，其ME77車牌已被套在其中一部法拉利跑車上；其後於2015年7月更改車牌為TN2496 |
| 已更改車牌／退役 | 更改車牌前行走4A、4B、4C、4S、5號線 (4063C)                            | MH77     | 新車   | 三菱Rosa        | 在2007年6月換車時將舊車車牌轉移，其後於2015年7月更改車牌為TN1204                                                                                  |
| 已更改車牌／退役 | 退役前行走8、8X線 (4063C)                                              | AMS1     | 新車   | 三菱Rosa        | 於2016年5月退役，而該車牌已被套在其中一部豐田Coaster石油氣小巴新車上                                                                              |
| 已更改車牌／退役 | 退役前行走8、8X線 (4063C)                                              | MG77     | MG4442 | 三菱Rosa        | 於2018年10月退役，而該車牌已被套在其中一部豐田Coaster石油氣小巴新車上                                                                             |
| 已更改車牌／退役 | 退役前行走10、10P、31、31X 線 (3174C)                                  | HN77     | 新車   | 豐田Coaster     | 於2019年7月退役，而該車牌已被套在其中一部豐田Coaster石油氣小巴新車上                                                                              |
| 已更改車牌／退役 | 退役前行走10、10P、31、31X 線 (3174C)                                  | LZ77     | LT9874 | 豐田Coaster     | 於2019年11月退役，而該車牌已被套在其中一部豐田Coaster石油氣小巴新車上                                                                             |
| 已更改車牌／退役 | 退役前行走51、51S線 (5410C)                                            | ML77     | FC6443 | 豐田Coaster     | 於2018年11月退役，而該車牌已被套在其中一部豐田Coaster石油氣小巴新車上                                                                             |
| 已更改車牌／退役 | 退役前行走51、51S線 (5410C)                                            | AMSPT 77 | LW4953 | 豐田Coaster     | 於2019年1月退役，而該車牌已被套在其中一部豐田Coaster石油氣小巴新車上，該車牌不可分兩行                                                            |
| 已更改車牌／退役 | 退役前行走20A、20B、20C、20E、20K、20M、20P、20S、20T、20X號線 (8274C) | AMS 77   | KX2656 | 豐田Coaster LPG | 於2021年11月退役，而該車牌已被套在其中一部豐田Coaster石油氣小巴新車上                                                                             |
| 已更改車牌／退役 | 退役前行走481、481A、481B、482號線 (9099C)                             | ED77     | 新車   | 三菱Rosa        | 於2017年9月退役，而該車牌已被套在其中一部豐田Coaster石油氣小巴新車上                                                                              |
| 已更改車牌／退役 | 更改車牌前行走8、8X線 (4063C)                                          | ME77     | 新車   | 三菱Rosa        | 在2007年7月換車時將舊車車牌轉移，並於2010年5月改為已退役的MF77車牌(已於2015年7月更改車牌為TN2496)，而該車牌已被套在其中一部法拉利跑車上           |
| 已更改車牌／退役 | 退役前行走69、69A、69X線 (11400C)                                      | MF77     | 新車   | 三菱Rosa        | 在2007年1月換車時將舊車車牌轉移，並於2010年1月發生嚴重車禍而退役，其車牌已於2010年5月轉移至ME77上(該車已於2015年7月更改車牌為TN2496)              |